# Strecker Memorial Laboratory
Strecker Memorial Laboratory je historická budova, která se nachází v Southpoint Park na Roosevelt Island v New Yorku. Nese jméno rodiny, která zaplatila její stavbu.
Byla postavena v roce 1892 a sloužila jako laboratoř pro městskou nemocnici - byla to první instituce v zemi zabývající se patologickým a bakteriologickým výzkumem. Stavba byla navržená architekty Frederickem Clarkem Withersem a Walterem Dicksonem v novorománském slohu. V roce 1907 převzal Russell Sage Institute of Pathology chod laboratoře. Institut opustil laboratoř v padesátých letech a poté budova chátrala. Metropolitan Transportation Authority se rozhodli použít stavbu jako rozvodnu pro vlaky pod Rooseveltovým ostrovem. Město věrně obnovilo budovu a rozvodna slouží od roku 2000.
Dům byl zařazen do National Register of Historic Places v roce 1972 (č.
72000886). V roce 1976 byl označen jako New York City landmark.